# لی سئونگ با
لی سئونگ با (انگلیسی: Lee Seung-bae؛ زادهٔ ۱۰ مه ۱۹۷۱) ورزشکار بوکس اهل کره جنوبی است.
وی در مسابقات کشوری و بین‌المللی در مجموع برندهٔ ۱ مدال طلا، ۱ مدال نقره، ۱ مدال برنز شده‌است.